# Lala Satalin
Lala Satalin Deviluke (ララ・サタリン・デビルーク?, Lala Satarin Debirūku) è un personaggio immaginario e la protagonista femminile della serie manga To Love-Ru, creata da Hasemi Saki e Kentarō Yabuki. Nella serie, Lala è una principessa aliena del pianeta Deviluke che, per evitare di sposare uno dei suoi candidati al matrimonio, decide di scappare di casa sulla Terra, dove finge di essere innamorata del ragazzo umano Rito Yuki per impedire il matrimonio, ma si innamora di lui dopo aver frainteso una dichiarazione fatta da Rito ad un'altra ragazza.
Lala è risultata essere il personaggio preferito dei fan di To Love-Ru con 5472 voti nel sondaggio biennale indetto da Shōnen Jump, rivista nella quale è pubblicata settimanalmente la serie.
Considerata uno dei personaggi più popolari di To Love-Ru, Lala ha ricevuto un'accoglienza da parte della critica per lo più positiva. I revisori si sono complimentati con la personalità e l'attrattiva fisica del personaggio, anche se il suo ruolo decrescente in To Love-Ru Darkness è stato criticato.
Nell'adattamento anime, è doppiata dalla seiyuu Haruka Tomatsu in giapponese.

## Aspetto fisico

Lala con Rito Yuuki nella copertina del primo volume di To Love-Ru -Trouble-

Lala è un'adolescente (presumibilmente quindicenne) che proviene dal pianeta Deviluke, di cui è anche la principessa ereditaria, in quanto primogenita del re Gid Lucione, molto attraente con una figura sinuosa, lunghi capelli rosa e occhi verde smeraldo; secondo Peke (il suo robot-costume parlante), Lala ha ereditato la bellezza di sua madre, che è "considerata la persona più bella dell'universo.", e perciò per i terrestri "la bellezza di Lala è decisamente troppo da reggere" È considerata così attraente da essere vista come una bellezza perfetta, che fa sentire inferiori persino le ragazze relativamente normali. Ironia della sorte, è per lo più ignara del suo aspetto. Secondo Ringo Yuuki, la madre di Rito, e la sua amica Risa Momioka le misure di Lala sono B89-W57-H87. Come tutti gli abitanti di Deviluke, Lala ha una coda nera, lunga e sottile, che si estende dalla base della schiena e con la punta a forma di picca; la sua coda, come quella delle sorelle Nana e Momo, è particolarmente sensibile al tatto: non appena qualcuno la tocca, afferra o sfrega, Lala perde ogni forza ed emette versi equivoci, oltre a provare dolore. Questo particolare viene svelato durante una partita a Twister, causando la rivelazione, ad Haruna e alle altre, della provenienza aliena di Lala.
Lala, soprattutto all'inizio del manga, veste Peke, il robot-costume multiuso costruito da lei stessa, che è in grado di assumere la forma di tutti i vestiti che ha memorizzato; al suo arrivo sulla Terra, Lala indossa l'appariscente costume di Deviluke (come da immagine), ma in seguito Peke assumerà una grandissima varietà di forme diverse. Inoltre, dopo il suo ingresso a scuola, Lala indossa spesso vestiti normali, anziché Peke, per permettere al robot di ricaricarsi. Quando è "indossato", Peke ha la forma di un ferma-capelli o di un altro accessorio, e la sua rimozione si traduce nella nudità totale di Lala.
Quando indossa Peke, Lala può anche volare per mezzo di piccole ali nere che spuntano dal copricapo del costume.
La caratteristica più eclatante di Lala sono le sue facoltà straordinarie: è dotata di forza fisica, velocità e intelligenza fuori dal comune, tanto che Peke le deve ricordare di "equilibrare i suoi poteri a quelli terrestri". Oltre a ciò, Lala possiede anche un immenso potere politico, in quanto figlia di Gid Lucione, "una grande persona che unì un universo in guerra", spesso definito come il "governatore di tutta la galassia" (detto da Peke, circa il pianeta Deviluke) e il "signore dell'universo" (tale diverrebbe Rito se sposasse Lala, stando a Peke); questo la rende una delle persone più importanti dell'universo, e perciò desiderata da moltissimi alieni. Sempre per questo motivo, Oscurità d'Oro si riferisce a Lala con l'appellativo Princess (プリンセス?, Purinsesu).

## Personalità
Lala appare nella storia come una ragazza dell'età degli altri personaggi, ma con un carattere infantile: è piuttosto impulsiva e spesso agisce senza un'attenta considerazione. È incredibilmente entusiasta delle cose più piccole e ha una natura molto frizzante. È anche molto ingenua riguardo alla cultura terrestre e spesso commette errori altamente pericolosi per caso o per gravi problemi di comunicazione. Con il passare del tempo, d'altronde, si può assistere a un'evoluzione nel carattere di Lala, dovuta alla vicinanza a Rito e alle amiche, che la porterà a una maturazione personale, soprattutto dal punto di vista sentimentale.
Già dalla sua prima apparizione con Rito, Lala si presenta come una ragazza senza preoccupazioni e senza alcuna forma di pudore: è solita non portare il reggiseno perché "è scomodo"; non le dispiace di girare in casa nuda o molto discinta, né di presentarsi davanti a Rito con poco o niente indosso (tipicamente, dopo un bagno o al risveglio); non si fa problemi a girare per strada con il suo strano costume di Deviluke; e si dichiara entusiasta all'idea che Rito sposi, oltre a lei, tutte le sue amiche, in modo da poter "vivere tutte insieme" (d'altronde, Lala fa capire più volte come per lei "sposarsi" equivalga di fatto a "vivere assieme"). Più volte inoltre, come se fosse cosa comune, gli chiede di fare il bagno insieme, con la semplice motivazione che sul suo pianeta Deviluke era sempre solita farlo assieme ad altre damigelle, motivo per cui Lala non ha idea di pudore. 
Sebbene a volte mostra un comportamento non convenzionale, mostra apertamente il suo amore per Rito e non fa affidamento sul potere della principessa, ma si comporta invece come una ragazza che vuole stare con Rito. Non ha quasi alcuna conoscenza della sessualità e, di conseguenza, può rendere ansiosi coloro che la circondano e può anche emanare una certa sensualità di cui nemmeno lei stessa è consapevole.
Nonostante la sua natura allegra e infantile, Lala non è emotivamente immatura come apparirebbe. In rare occasioni si è arrabbiata e lo ha fatto con altri personaggi, anche Rito, per problemi seri. Un incidente in particolare la coinvolse passare la notte con Haruna perché Rito le aveva urlato contro, il che le fece dubitare che i suoi affetti sarebbero mai stati ricambiati.
È anche molto estroversa e socializza con facilità e, unitamente alla sua bellezza, contribuisce a renderla molto popolare nella scuola. Una volta entrata a far parte della stessa classe di Rito e Haruna, viene quasi immediatamente presa di mira dalle compagne Risa Momioka e Mio Sawada, che esprimono tutta la loro gioia di fronte al corpo dolce e sensuale di Lala, la quale si lascia toccare dalle sue amiche senza alcun riserbo. È molto premurosa, affettuosa e generosa e sembra voler condividere la sua felicità con tutti quelli a cui tiene, anche quelli con cui non ha una vera relazione, provando una profonda compassione per i suoi amici e non perdona chiunque cerchi di fare a loro del male.
Lala è ampiamente considerata una deredere (una persona amorevole, iperattiva, gentile e affettuosa).

## Poteri e abilità
Essendo un membro delle razze aliene Devilukian e Charmian, Lala ha forza, potenza e velocità sovrumane. È anche conosciuta per il suo intelletto di livello geniale (al punto da essere considerata una delle persone più intelligenti della sua galassia) e ha realizzato invenzioni di ogni tipo. La sua forza fisica (senza l'ausilio di alcuna invenzione) è pura forza bruta al punto in cui un pugno può causare un'onda d'urto e creare un piccolo cratere su un muro senza contatto fisico con esso. Lala ha anche dimostrato di resistere ad attacchi fisici pesanti (di solito senza farsi male); questo conta anche internamente, come riesce a mangiare il cibo piccante. Ha dimostrato anche di essere in grado di correre incredibilmente veloce. Seppur mostrato comicamente, in un'occasione è arrivata a spostare un uragano, modificandone la traiettoria, semplicemente urlandogli contro con rabbia. Un tratto che Lala ha ereditato da sua madre, Sephie Michaela Deviluke, è un metabolismo potenziato; grazie ad esso, Lala non può aumentare di peso. Come tutti gli abitanti di Deviluke, Lala ha una coda che, come mostrato in To Love-Ru Darkness, può sparare un raggio distruttivo. Stranamente, la sua coda è molto sensibile, facendo sì che i suoi amici la soprannominano la sua "debolezza" (poiché la coda di tutte le femmine di Deviluke è più sensibile di quella di un maschio); quando qualcuno la tocca, Lala diventa più debole, nonostante sia in grado di scuotere qualcuno con la sua coda raccogliendo abbastanza forza. 
Nonostante la sua personalità infantile, l'intelletto di Lala è una delle sue capacità più straordinarie, essendo in grado di creare invenzioni straordinarie e ridisegnare altri oggetti materiali. Lala è considerata un genio fin da bambina, ed è particolarmente eccellente nelle conoscenze scientifiche e ingegneristiche; il suo pianeta voleva persino utilizzare le sue invenzioni per scopi militari. Lala di solito crea una moltitudine di invenzioni durante l'intera serie, la maggior parte delle quali apparentemente infantili e simili a giocattoli, con alcune di esse che non hanno uno scopo originale oltre al divertimento. Purtroppo le sue invenzioni di solito sono difettose, spesso provocando incidenti perversi. Finora, la sua più grande creazione (e unica senza difetti) è Peke. L'abilità più distintiva di Lala è essere una straordinaria inventrice. Un'altra caratteristica distinta è la rapidità con cui crea le sue invenzioni.

## Le invenzioni di Lala
Da piccola, Lala era molto spesso sola, e l'unico modo per passare il tempo era costruendo degli oggetti che le facessero compagnia. È in questo modo che Lala divenne una creatrice di oggetti strani e bizzarri, usati molto spesso nella serie ed in moltissime occasioni diverse. La maggior parte di essi sono apparentemente infantili, simili a giocattoli, e hanno un logo a vortice nero con quattro punti (uno in alto, uno sotto, uno a destra e uno a sinistra). Una gag ricorrente nella trama è che le invenzioni di solito non funzionano come Lala e gli altri sperano, causando qualche incidente.
Maggiore creazione di Lala è Peke, il suo "Costume robot multiuso" senziente, capace di ricreare qualsiasi vestito per la sua padrona. Tale capacità ha però dei limiti, in quanto Peke, essendo dotato di batterie, se usato troppo spesso rischia di scaricarsi, lasciando Lala senza alcun abito automatico da indossare. Durante la notte inoltre, Peke cessa di essere l'abito di Lala, sia per difficoltà, sia perché sfrutta quelle ore per caricarsi.
Tutte le altre invenzioni di Lala vengono richiamate ed attivate attraverso un cellulare che la ragazza porta sempre con sé.
Di seguito vengono riportate tutte le invenzioni di Lala apparse, con relativa prima apparizione, uso e, quando possibile, le successive versioni.
| Nome                        | Descrizione | Comparsa          |
| --------------------------- | --- | ----------------- |
| Pyon pyon warp-kun          | Simile a un braccialetto, con funzione di teletrasporto. Trasporta un essere vivente attraverso una breve distanza. È utilizzato solo in situazioni di emergenza, come un inseguimento. Dopo che viene utilizzato, ci vuole un giorno intero pe ricaricare la sua energia per un altro utilizzo. Non è però possibile scegliere il punto di arrivo, ed inoltre chi utilizza tale oggetto perderà tutti i vestiti in quel momento indossati. | Volume 1, p. 28   |
| Peke                        | Il "Costume robot multiuso" di Lala. Può riprodurre qualsiasi abito terrestre, ed è ogni abito indossato da Lala. Ciò gli comporta un enorme dispendio di energie, che recupera dormendo la notte, nonostante in questo modo Lala rimane senza alcun vestito. Quando è utilizzato, diventa simile ad una spilla, che Lala porta sui capelli, e che se presa da ogni altro personaggio lo trasforma con uno dei vestiti in memoria di Peke. | Volume 1, p. 30   |
| Go go vacuum-kun            | Attivabile con il cellulare di Lala pronunciando "Scarica", il Vacuum-kun somiglia ad un enorme spazzino, che aspira sempre più velocemente e più intensamente, con la conseguenza di causare danni sempre maggiori. Viene attivato la prima volta nel parco in modo da sfuggire ai collaboratori di Zastin, ma Lala, dimenticandosi come disattivarlo, fa sì che il Vacuum-kun distrugga il parco intero, Rito compreso. Viene usato successivamente nel capitolo 014, durante il quale Lala cerca inutilmente di fermare l'arrivo del ciclone provandolo ad aspirare col Vacuum-kun. | Volume 1, p. 47.  |
| Kun Kun Trace-kun           | L'annusa tracce di Lala, ha l'aspetto di un cane parlante, anche se con qualche errore grammaticale. Viene usato da Lala per trovare Rito a scuola, ma il cane si rivela essere alquanto pervertito, tanto da preferire la caccia allo spogliatoio femminile invece che a Rito. | Volume 1, p. 186. |
| Ja Ja warp-kun              | È una faccia dall'aspetto di tazza da bagno. Viene usata da Lala per cacciare Ghi Bree, nella sua versione più inoffensiva, via dalla Terra. La cosa riesce, anche se Ghi Bree si ritrova trasportato nel bagno dell'astronave di Zastin. | Volume 2, p. 20.  |
| Ban'nou tool                | Lo strumento onnipotente di Lala. Viene usato più volte nella serie, sempre per un utilizzo differente. La prima volta è nello studio del padre di Rito, dove Lala decide di aiutarlo trovando un modo per risolvere il problema della consegna delle tavole sempre più vicina. Crea allora uno strumento che aiuta gli assistenti a lavorare a velocità incredibili rispettando i tempi di consegna. La seconda volta che viene usato è durante la festa di Natale in casa di Saki Tenjōin, durante la quale Lala trasforma la piccola mitragliatrice di Saki in un fucile enorme che distrugge l'intera abitazione. La terza volta viene utilizzato da Lala su una pista di pattinaggio sul ghiaccio, nel tentativo di crearsi dei pattini adatti, ma che si rivelano un'arma quasi mortale che comincia a far roteare la ragazza all'impazzata, causando il volo di Peke e la conseguente nudità di Lala. | Volume 2, p. 85.  |
| Zabu zabu warp-kun          | Usato nella piscina scolastica per creare delle piccole onde tipiche delle piscine pubbliche, si rivela essere un enorme fallimento. Lo strumento infatti crea un mulinello enorme che scaraventa tutta l'acqua della piscina in cielo, svuotandola. Ha la particolare forma di una piccola tartaruga. | Volume 2, p. 127. |
| Baku baku eater-kun         | Dalla forma di un tirannosauro, viene usato come secondo tentativo di Lala per fermare l'arrivo del ciclone. L'idea si rivela però inutile, in quanto l'aria non può essere mangiata. | Volume 2, p. 142. |
| Deru deru vision-kun        | Una particolare sfera usata da Lala per far apparire dei veri fantasmi senza corpo. La sfera è però fortemente instabile, e al più piccolo tocco tende ad esplodere. | Volume 2, p. 187. |
| Raku raku runner-kun        | Sono scarpe speciali, che Lala dà a Rito in modo da correre più velocemente, anche mentre dorme. | Volume 4, p. 112. |
| Beto Beto launcher-kun      | È un cannone particolare che spara una sostanza appiccicosa, creato da Lala che viene utilizzato durante la sua battaglia con Oscurità d'Oro, ma che per sbaglio colpisce in faccia Rito, e che gli toglie il respiro. | Volume 5, p. 54.  |
| Toru toru hand-kun          | Un gancio estensibile. Usato nello stesso scontro dell'oggetto precedente, è uno strumento che cerca di catturare, inutilmente, Oscurità d'Oro. | Volume 5, p. 55.  |
| Kuru kuru rope-kun          | Simile ad una corda di metallo con le due estremità a forma di cuore. Usato sempre nel medesimo incontro, serve ad imprigionare la ragazza rendendola incapace di muoversi. È usato specialmente per le valigie, ma se si attacca al corpo di una ragazza è difficile liberarsi. | Volume 5, p. 58.  |
| Bye bye memory-kun          | Viene usato da Lala dopo l'arrivo di suo padre sulla Terra, e della sua successiva decisione di ricominciare la sua avventura con Rito e gli altri suoi amici dall'inizio. Fortunatamente per i ragazzi, l'oggetto si rivela difettoso e non esegue minimamente il lavoro che gli era stato affidato | Volume 6, p. 102. |
| Pyon pyon warp-kun corretto | Versione successiva al "Pyon pyon warp-kun". Questa volta la meta è selezionabile, anche se il problema degli abiti rimane sempre. | Volume 6, p. 128. |

## Storia

### La comparsa nel manga
Lala fa la sua apparizione all'inizio del primo capitolo, intenta alla fuga da due misteriosi uomini vestiti di nero; essi riescono inizialmente a raggiungerla e catturarla, ma la ragazza riesce a fuggire grazie allo strumento Pyon Pyon Warp-kun, che la teletrasporta in un luogo casuale nei dintorni. Questo luogo si rivela essere la vasca da bagno di Rito Yuuki; proprio in quel momento egli si trova nella vasca, e pertanto, dato che il Warp-kun non teletrasporta i vestiti, Lala appare completamente nuda davanti a un sorpresissimo Rito.
Tra lo stupore del ragazzo, che nel frattempo chiama la sorella poiché incredulo di ciò che ha visto, e il caos generato dalla scena, la ragazza ne approfitta per entrare nella stanza di Rito. Qui, con indosso un semplice asciugamano, aspetta il ragazzo, il quale, confuso e imbarazzato, le chiede chi sia e come mai si trovi nella sua stanza.
I due si presentano e, nonostante la totale mancanza di pudore, la ragazza svela a Rito di essere un'aliena in fuga da inseguitori; nel frattempo arriva anche Peke, sfuggito senza l'aiuto del Warp-kun, e Rito assiste alla trasformazione del robot nel costume di Lala. In quel momento, però, irrompono nella stanza, sulle tracce di Peke, i due inseguitori. Essi non fanno però in tempo a prendere la ragazza, in quanto Rito, nonostante abbia capito molto poco di tutta la vicenda, riesce a scappare dalla sua camera attraverso la finestra e a fuggire sui tetti portandosi dietro Lala.
Arrivati nel parco, i due giovani vedono davanti a sé la strada bloccata dai misteriosi individui, e sono costretti a combattere; qui Rito scopre che in realtà Lala è fuggita di casa, e i due sono stati mandati da suo padre per recuperarla (tant'è che si rivolgono a lei con il suffisso onorifico: Lala-sama). È in questa occasione che Lala utilizza una delle sue invenzioni, il Go Go Vacuum-kun, che assicura la vittoria a lei e Rito, benché quest'ultimo ne esca alquanto malconcio.
La mattina dopo Rito, ancora incredulo per la notte precedente, trova l'occasione di dichiararsi alla ragazza di cui è innamorato, Haruna Sairenji: durante la dichiarazione, tuttavia, Lala precipita dall'alto davanti a lui, diventando così l'erronea beneficiaria della dichiarazione di Rito. Felice di tale dichiarazione, si affretta a ricambiare i sentimenti, e propone all'incredulo Rito di sposarlo.

### L'arrivo nella scuola
Lala fa la sua comparsa a scuola già il dì seguente, in cerca di Rito. Tutti coloro che la vedono si stupiscono del suo vestito e, soprattutto, della sua bellezza, e iniziano a farle gruppo attorno; quando però scoprono che Rito le si è dichiarato, iniziano a inseguirlo in preda all'invidia, costringendo Rito a pregare Lala di teletrasportarli via: ella accetta, ma solo in cambio della promessa di convivere con Rito.
Quella sera, però, Rito tenta di dissuaderla affermando che lei non gli piace, e che anzi è interessato a un'altra. All'arrivo di Zastin, tuttavia, Rito capisce che Lala lo sta solo usando come scusa per non dover tornare su Deviluke ed esser preda dei pretendenti; quando però Rito esclama di voler vivere a modo suo, senza sposare chi non ama, Lala capisce di provare i suoi stessi sentimenti, e di essere veramente pronta a sposarlo. A questo punto, Zastin è convinto, e affida Lala nelle mani di Rito, l'"unico che può comprendere i suoi sentimenti", nonché "il primo ragazzo che [le] sia mai piaciuto".
Poco dopo, Lala si iscrive alla scuola di Sainan, e inizia a frequentare la sezione 1-A insieme a Rito. Data l'eccezionale bellezza della ragazza, la sua fama si spande rapidamente in tutta la scuola, così come la voce che le piace Rito e che i due vivono assieme. In breve tempo, Lala subisce le avances di Motemitsu-senpai e degli alieni Ghi Bree, Priuma e Lacospo; quest'ultimo, in particolare, è colui che provvede all'ingaggio dell'assassina leggendaria Oscurità d'Oro allo scopo di togliere dai piedi Rito.
In questo periodo, Lala diventa amica di Haruna, Risa e Mio, soprattutto durante il viaggio di "scuola sulla spiaggia" e nel Capitolo 32, quando Lala chiede l'ospitalità di Haruna dopo una piccola lite con Rito.

### Il rapporto con Ren e Run
Lala, a 6 anni, aveva un compagno di giochi chiamato Ren Elsie Jeweria che amava vestire e acconciare da donna, e su cui era solita testare le invenzioni. Evidentemente, Lala non aveva alcun interesse in lui, ma ciononostante Ren riuscì a strapparle una promessa di matrimonio: Lala avrebbe dovuto sposarlo "quando fosse diventato un uomo" (o, come dice Lala, "se lo fosse diventato"). Ren riesce a iscriversi alla classe di Rito e Lala per chiedere la mano della ragazza, che però stenta a riconoscerlo, e di certo non è interessata a lui (che in compenso diviene molto popolare tra le altre ragazze). Convinto che Rito sia un ostacolo, Ren si mette in competizione con lui per far colpo su Lala, che da parte sua lo ignora bellamente.
Presto, tuttavia, si scopre che Ren, in quanto originario del pianeta Memorze, ha la (scomoda) facoltà di cambiare sesso ogni volta che starnutisce (l'abilità si chiama "capacità di mutare sesso" (男女変換能力?, Danjō henkan nōryoku)), diventando Run, la sua versione femminile. Run, in realtà, è un'altra persona, che ama Rito e odia Lala, e questo sarà fonte di ulteriori problemi per Rito. Lala, da parte sua, è felice di essere amica sia di Ren sia di Run, malgrado quest'ultima cerchi sempre di toglierla di mezzo per godere dell'esclusiva su Rito. Con il passare del tempo, d'altra parte, la stessa Run inizierà a ricambiare l'amicizia di Lala, malgrado la loro rivalità amorosa.

### L'incontro con Yami
Lala e Yami, si sfidano due volte: la prima sfida, conseguente all'arrivo di Yami sulla Terra, viene ingaggiata da Lala stessa in difesa di Rito, e si conclude con un sostanziale pareggio (le due si alleano contro il nemico comune Lacospo), benché Yami faccia intendere di non essere granché in difficoltà chiedendo a Lala di "finirla di giocare". La seconda sfida viene invece ingaggiata da Yami su commissione di Run e Tenjouin Saki, e si presenta come più significativa: su richiesta di Yami, Lala non adopera le proprie invenzioni (a differenza della prima sfida), e le due fanno davvero sul serio. Come conseguenza, l'intero edificio scolastico viene distrutto, e Saki e Run sono costrette ad annullare la commissione; il risultato della sfida è ancora un pareggio. Durante la sfida, viene rivelato un nuovo potere di Lala: quello di sparare raggi dalla punta della coda.

### Le sorelline
Come si scopre a seguito della Trouble Quest, Lala ha due sorelle (gemelle) minori, Nana Asta e Momo Velia, seconda e terza principessa di Deviluke; il loro affetto e rispetto nei confronti della sorella maggiore (cui si riferiscono con l'appellativo onorifico 姉上 ane-ue) è tale da indurle a fuggire dal pianeta natale Deviluke per andare a vivere sulla Terra insieme a lei. Benché per certi versi Nana e (in particolare) Momo appaiano meno infantili di Lala, che fin da piccola si divertiva a creare invenzioni assurde che finivano sempre per creare dei pasticci, le sorelle si rendono infine conto che Lala si sottoponeva spontaneamente alle sgridate di Zastin, perché solo in questo modo riusciva a far cessare i frequenti litigi tra le due; in questa occasione emerge un lato poco conosciuto del carattere di Lala: quello di sorella maggiore che si preoccupa per le sorelline e pensa al loro bene.

### La confessione
Nel capitolo finale Rito rivela a Lala di amarla anche se il suo cuore appartiene anche ad un'altra ragazza, Haruna. Inaspettatamente Lala non è gelosa sapendo già dei sentimenti di Haruna ed invita Rito a confessarsi anche con lei così da poter vivere tutti e tre felicemente insieme. Purtroppo per Rito, Oshizu, cercando di aiutarlo spaventa Haruna e lui così si dichiara, come nel primo capitolo, alla persona sbagliata. In questo caso però non si tratta della principessa, bensì di Yui, Run, Nana e della dottoressa Ryouko, ma per Lala neppure questo è un problema ed è anzi felice di poter vivere con tutte le sue amiche insieme a Rito.

## Altre apparizioni
In una vignetta di Mayoi Neko Overrun!, un'altra serie manga disegnata dal maestro Yabuki e basata su un'omonima serie di light novel, si può vedere Lala apparire come comparsa, quale omaggio a To Love-Ru, con addosso il tipico fermaglio-Peke.
Lala inoltre è rappresentante della serie To Love-Ru nel cast del videogioco J-Stars Victory Vs + ricoprendo il ruolo di personaggio di supporto.

## Accoglienza

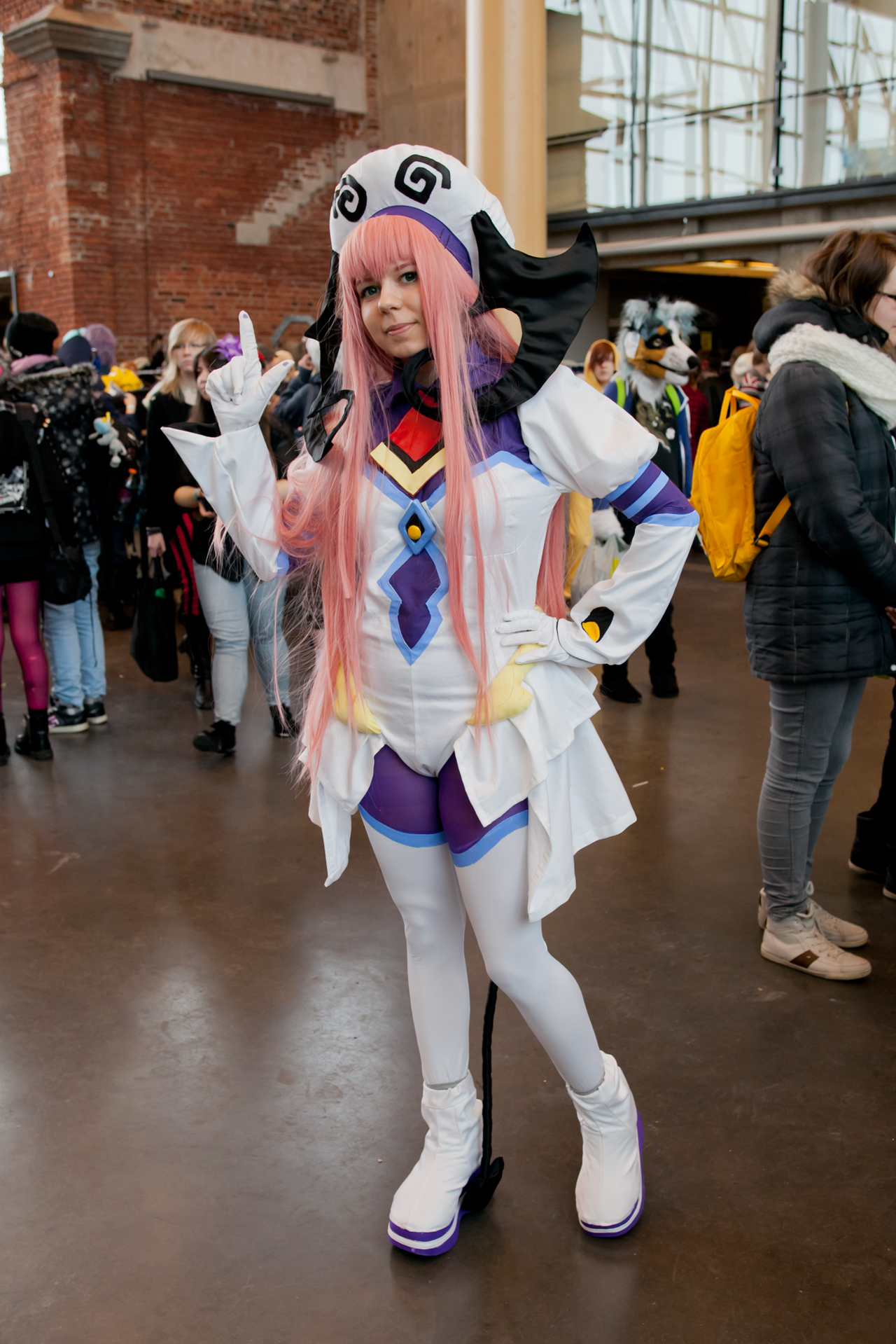
Una cosplayer vestita da Lala.

### Popolarità
Lala è uno dei personaggi più popolari di To Love-Ru, con molte fan lettrici della serie che fanno spesso cosplay nei suoi panni. Nel primo sondaggio di popolarità di To Love Ru, Lala si è classificata come il primo personaggio più popolare con 5472 voti.
Il numero di giugno 2015 della rivista Jump Square di Shūeisha includeva i risultati del suo sondaggio di popolarità per le eroine di To Love-Ru Darkness. Nelle varie categorie presentate, Lala si è classificata 2ª come "quale personaggio vorresti essere tuo amico?" e "con quale personaggio vorresti cambiare corpo per un solo giorno?", e terzo come "quale personaggio vorresti che fosse la tua ragazza (o moglie)?", "quale personaggio vorresti essere nella tua famiglia (ma non come moglie / fidanzata)? " e "quale personaggio sarebbe il tuo preferito se tutte le eroine facessero parte di un gruppo di idoli?". Nello stesso anno, Jump Square ha presentato i risultati di un altro sondaggio di popolarità per i personaggi femminili di To Love-Ru Darkness nel numero di ottobre; questa volta Lala si è classificata al 4º posto come "quale personaggio vorresti che fosse la tua ragazza (o moglie)?" e "quale personaggio vorresti essere nella tua famiglia?", 6° come "quale personaggio sarebbe il tuo preferito se tutte le eroine facessero parte di un gruppo di idoli?" e "con quale personaggio vorresti cambiare corpo per un solo giorno?", e 8° come "quale personaggio vorresti essere tuo amico?".
Lala è anche comparsa regolarmente in molte classifiche di popolarità redatte dai fan di anime e manga.

### Risposta critica
In una recensione di To Love Ru, THEM Anime Reviews ha definito Lala carina e simpatica, ma "a volte un po' irritante". In un'altra recensione, si nota come spostare la sorella minore Momo in avanti nel cast abbia anche portato Lala in gran parte fuori dal quadro, e che le sue poche apparizioni nella serie sono solo per aggiungere fan service; poi viene rimandata nell'oscurità, il che, secondo THEM Anime Reviews, "È un peccato, perché Lala è davvero una brava persona".
In una recensione per To Love Ru, Theron Martin, di Anime News Network, ha definito Lala una "testa vuota irrefrenabile", mentre si complimenta anche con lei come una "dannatamente bella nuda", dicendo che la serie offre ampie opportunità di apprezzare, oltre che a dichiarare apertamente Lala la ragazza più sexy della serie. In una recensione successiva per To Love Ru Darkness, Martin ha detto che Lala come protagonista femminile era "innegabilmente divertente da guardare", commentando come la sua spumeggiante personalità e le sue splendide curve bilanciavano delicatamente la sua innocenza sexy, il suo genio sbalorditivo e l'esuberanza infantile con un romanticismo più maturo. Tuttavia, Martin ha anche criticato la fragilità di quell'equilibrio, sottolineando la necessità di mantenerlo su un focus comico e inoltre non ha praticamente lasciato spazio per lo sviluppo del personaggio.
Nel 2015 Max Factory ha realizzato una action figure a grandezza naturale dedicata a Lala con indosso un bikini. A partire da giugno 2020, sono state rese disponibili altre dieci copie al pubblico al prezzo di 2,5 milioni di yen (27 000 dollari), rendendola la quinta figure dedicata ad un personaggio di un manga più costosa di sempre.